# テツホシダ
テツホシダ Cyclosorus interruptusは、ヒメシダ科のシダ植物の1つ。湿地に生え、密集した群落を作る。熱帯域のもので、日本本土ではごく珍しいが、それ以南では普通に見られる。

## 特徴
夏緑性の草本。根茎は地下を長く横に這い、径4-6mmで黒っぽく、先端部にはまばらに鱗片がある。葉は5-10mmの間隔で出て、葉柄には艶がある。葉柄は長さ20-40(-80)cm、褐色で基部は黒くて鱗片があるが、それより上はほとんど無毛。鱗片は三角形に近い長楕円形で、長さ3mm、幅1.5mm、膜質で縁はほぼ滑らかながら僅かに毛がある。葉身は1回羽状複葉で長さ0-50cm、幅10-20cm、全体としては広披針形で、つまり最下の羽片が最大ではない。また先端は尖らない。個々の羽片は線状披針形で先端は尖り、基部は丸くなっているかくさび形で、時に短い柄があって長さ15cm、幅1.5cmに達する。先端の5-7cmは1つに繋がって単一の頂羽片のようになる。葉質は柔らかい革質で深緑色、縁は羽軸の側へ1/3ないし1/4程度切れ込んでいる。葉の軸上に単細胞の毛があるが、裏面は無毛。列片には5-8の側脈があり、そのもっとも基部のものは対面の側脈と結びついて網を作る。胞子嚢群は円形から長楕円形で、列片の辺縁に近い位置に着き、成熟すると隣のものとくっついて区別出来なくなる場合がある。包膜は円腎形で柔らかく、径0.4mmで縁に毛がある。

## 分布と生育環境
日本では本州南部の静岡県、福井県、島根県と紀伊半島に、四国の東南部、それに九州と琉球列島に見られる。国外では世界中の熱帯から亜熱帯域に広く分布する。九州以北での分布はごく限られているが、琉球列島ではごく普通。大東島では内陸湿地の植物群落にテツホシダ群落が成立している。
低地にある日向の湿地に生え、しばしば大きな群落を作る。

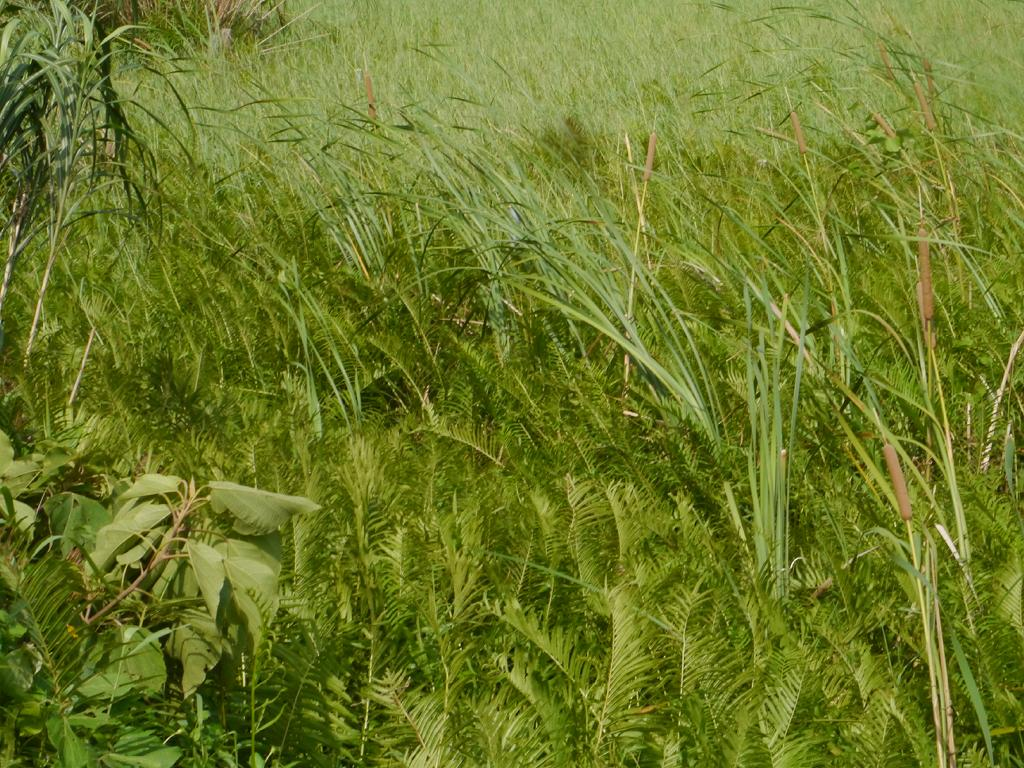
群落の様子
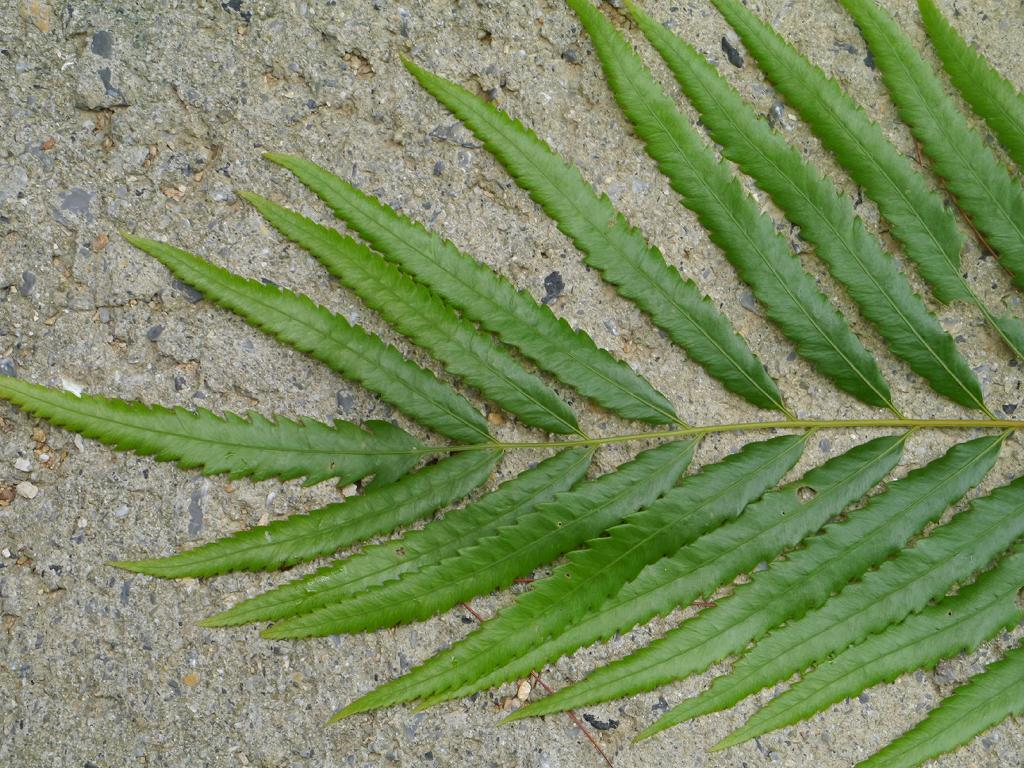
葉身の先端部
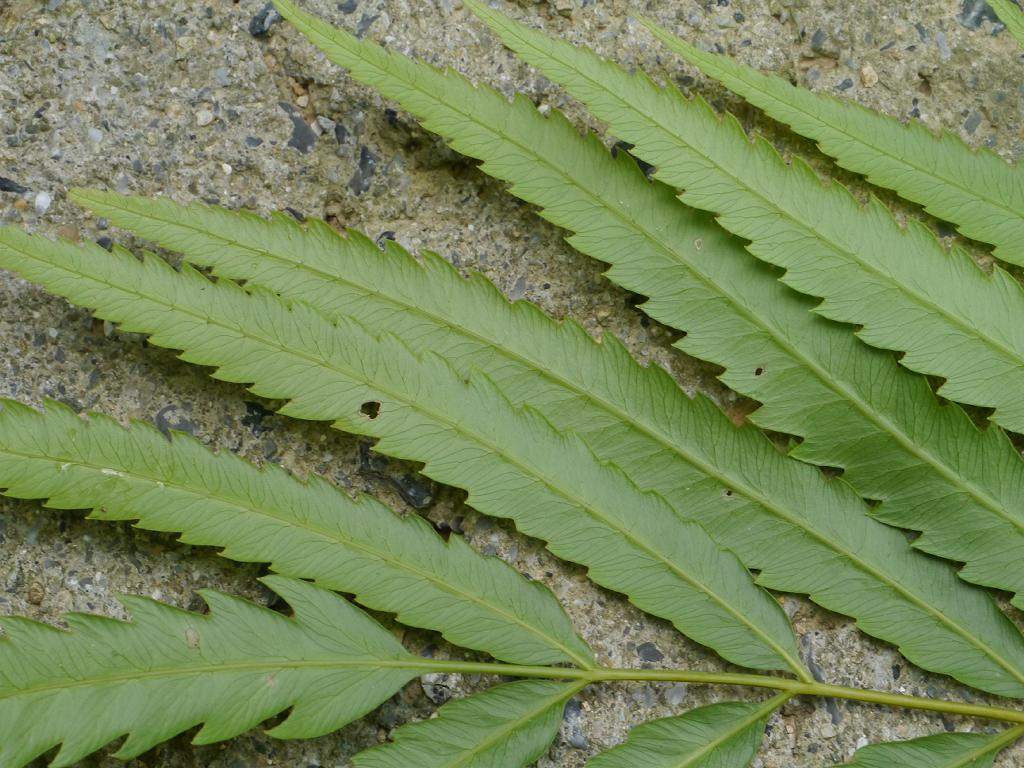
側羽片の葉脈
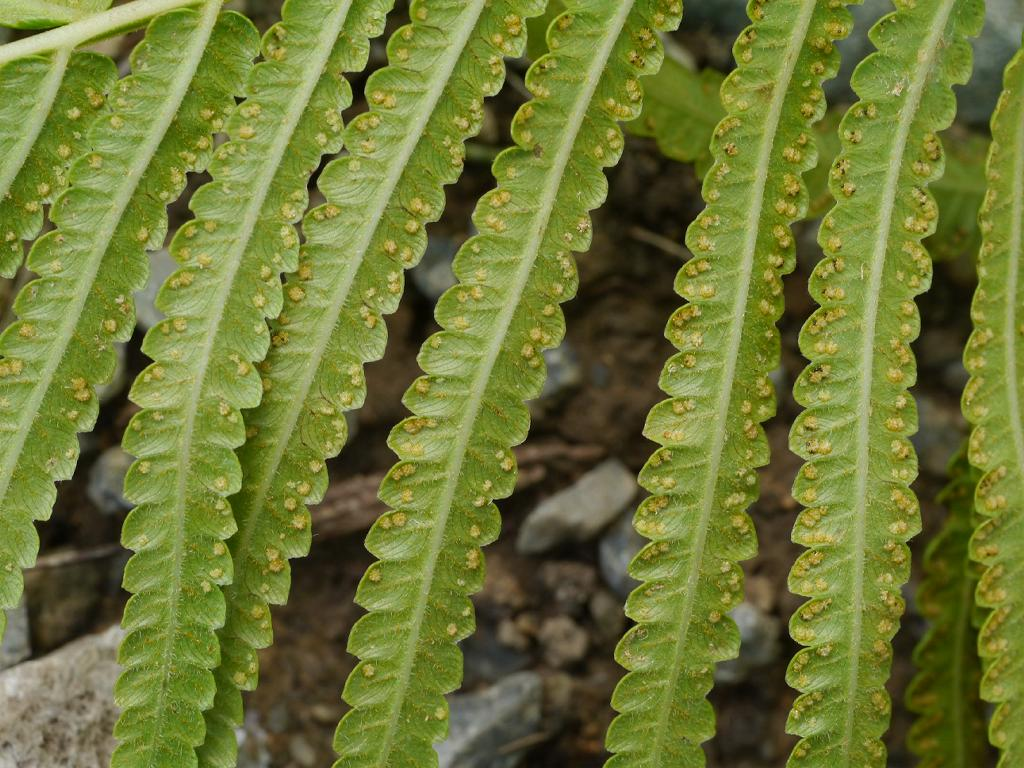
若い胞子嚢群

## 類似種など
本種はヒメシダ属のものとされて、Thelypteris interruptaの学名が長らく用いられた。この属のものではホシダ T. acuminata も日向に生え、葉の形なども似ているが、本種の葉がやや厚手の革質であるのに対し、薄い紙質である。また本種が水浸しの場所に生えるのに対して、この種はより乾燥した場所に出現する。ケホシダ T. parasitica やイヌケホシダ T. dentata も琉球列島などでは一緒に見かけるが、これらは頂羽片が明確でなく、また葉面に毛がある。それに、これらも水浸しの場所には生えない。
なお、日本産の本種は羽軸に毛があるので、これを種内の変種と見る説もあるが、確定はしていない模様。

## 利害と保護の状態
特に利害はない。ただし、本種は日本本土では稀少なので、学術的に重要なものとされている。環境省のレッドッリストにも取り上げられていないが、鹿児島県より北の各県で指定されているのもこれを反映している。例えば和歌山県にある友ヶ島の蛇ヶ池の湿地植物群落は県指定の天然記念物となっているが、その理由の1つに本種の生育することが挙げられている。